# Hetaerina moribunda
Hetaerina moribunda – gatunek ważki z rodziny świteziankowatych (Calopterygidae). Występuje na terenie Ameryki Południowej.